# Minangkabau
Minangkabau cũng được gọi là Minang (Urang Minang trong tiếng Minangkabau), là người dân bản địa tại cao nguyên Minangkabau ở tỉnh Tây Sumatra, Indonesia. Ngày nay có hơn 4 triệu người Minangkabau sinh sống tại tỉnh Tây Sumatra, trong khi có hơn 3 triệu người khác sinh sống rải rác tại nhiều thành thị của Indonesia và bán đảo Mã Lai. Người Minangkabau nói tiếng Minangkabau (Baso Minang(kabau); tiếng Indonesia: Bahasa Minangkabau), một ngôn ngữ trong ngữ tộc Malay-Polynesia thuộc ngữ hệ Austronesia. Văn hóa Minangkabau theo chế độ mẫu hệ, theo đó của cải và đất đai sẽ được truyền từ mẹ sang con gái, trong khi các vấn đề tôn giáo và chính trị và trách nhiệm của người đàn ông.

Minangkabau ở đảo Java

Người Minangkabau có tính Hồi giáo mạnh mẽ, song họ cũng theo các truyền thống của dân tộc mình, hay adat. Adat Minangkabau bắt nguồn từ niềm tin thuyết vật linh trước khi Hồi giáo được truyền đến, và nhiều tàn dư của tín ngưỡng vật linh vẫn tồn tại thậm chí cả trong một số người Hồi giáo khi hành lễ. Quê hương Tây Sumatra của người Minangkabau đã xảy ra chiến tranh Padri từ năm 1821 đến 1837.
Các nhà khảo cổ học Indonesia cho rằng người Minang Kabau có nguồn gốc từ người Kinh (Việt Nam). Nhưng chiếu theo ngôn ngữ thì tiếng Minangkabau rất gần gũi với tiếng Chăm của người Chăm tại Vietnam và người Aceh ở Malaysia và Indonesia, đặt ra nghi vấn về mối liên hệ về nguồn gốc của người Minang Kabau và người Chăm, người Kinh và người Aceh trong quá khứ. Dẫn chứng dễ thấy nhất (kabau - đọc là "kap'àu" trong tiếng Chăm, tiếng Malay và nhiều ngôn ngữ Đông Nam Á khác có nghĩa là trâu, và "Urang" hay "Orang" có nghĩa là người hay dân tộc. Từ "atat" đề cập ở trên đọc là "a-t'ạch" có nghĩa là phong tục, tục lệ và cũng có nghĩa và cách đọc như vậy trong tiếng Chăm.